# Chris Lawrence

Christopher J. "Chris" Lawrence, född 27 juli 1933 i Ealing, London, död 13 augusti 2011 i Herefordshire, var en brittisk racerförare.

## Racingkarriär
Lawrence, som tävlade för Morgan i sportvagnsracing, körde två formel 1-lopp i en specialbyggd Cooper-Ferrari säsongen 1966. Han kom på elfte plats i sitt debutlopp i Storbritannien 1966 men tvingades bryta i det andra loppet i Tyskland.

## F1-karriär
| Säsong | Stall/Tillverkare                       | Poäng | Placering |
| ------ | --------------------------------------- | ----- | --------- |
| 1966   | J A Pearce Engineering (Cooper-Ferrari) | 0     | –         |